# فيليس مارجري أندرسون
فيليس مارجري أندرسون (13 يناير 1901 - 29 نوفمبر 1957) كانت أخصائية علم الأمراض .

## حياتها
الطفلة الوحيدة لجيمس روبرت أندرسون، الممارس الطبي، وماري كيندال، ولدت فيليس أندرسون في بيترشام، نيو ساوث ويلز وتلقت تعليمها في كلية ميثوديست للسيدات في بيروود. التحقت أندرسون بكلية الطب واستمرت في الدراسة حتى حصلت على بكالوريوس وماجستير من جامعة سيدني، وتخرج في عام 1925.

## مسارها المهني
أصبحت طبيبة باثولوجيا في مستشفى رويال الكسندرا للأطفال في عام 1926 بعد تدريبها مع الدكتور تيزويل عالم أمراض .  كانت الدكتورة أندرسون اختصاصية أمراض في مستشفى رويال الكسندرا للأطفال من عام 1927 إلى عام 1940. تم قبولها في عضوية الكلية الملكية الأسترالية للأطباء عام 1938. من عام 1941 إلى عام 1946، كانت عضوًا في قسم علم الجراثيم بجامعة سيدني. في عام 1945، أصبحت زميلة تدريس في الجامعة. أصبحت فيما بعد محاضرة بدوام جزئي.
في عام 1928، أسست أندرسون جمعية النساء الطبيات في نيو ساوث ويلز وعملت كرئيسة لها من عام 1945 إلى عام 1946.

## الحياة الشخصية
في حياتها الشخصية، كان لدى فيليس أندرسون اهتمامًا كبيرًا بالموسيقى والرقص والأدب، مما ساهم في تطوير تدريب الباليه في أستراليا. كانت عضوًا في اللجنة الاستشارية الخارجية للأكاديمية الملكية للرقص آنذاك،  وقدمت المشورة الطبية بشأن منح المنح الدراسية في الخارج وساعدت في الترتيبات الخاصة بجولة Dame Margot Fonteyn الشهيرة عام 1957. 

## في وقت لاحق
عند وفاتها، قدمت الدكتورة أندرسون هدايا بقيمة 500 جنيه إسترليني لكل مستشفى ألكسندرا الملكي ومستشفى راشيل فورستر للنساء والأطفال وكلية الأطباء الأسترالية الملكية . تم تركت ما تبقى من ثروتها لجامعة سيدني.  توفيت أندرسون في مستشفى رويال برينس ألفريد في سيدني بسبب مرض ارتفاع ضغط الدم في الأوعية الدموية الدماغية عن عمر يناهز 56 عامًا. تأسست زمالة بحثية باسمها عام 1959.

## روابط خارجية
- "Medical Women's Society of N.S.W". Medical Women's Society of N.S.W. مؤرشف من الأصل في 2018-11-19. اطلع عليه بتاريخ 2016-09-05.